# Eilema leopoldi
Eilema leopoldi är en fjärilsart som beskrevs av Willie Horace Thomas Tams 1935. Eilema leopoldi ingår i släktet Eilema och familjen björnspinnare. Inga underarter finns listade i Catalogue of Life.